# Roberto D'Aubuisson
Roberto D'Aubuisson Arrieta (23 août 1944 – 20 février 1992), est un homme politique et militaire salvadorien d'extrême droite également connu sous les noms de Chele et major Bob. Dirigeant d'un escadron de la mort, il cofonda le parti politique Alliance républicaine nationaliste (ARENA), qu'il dirigea jusqu'à sa défaite aux élections législatives (en) en 1985. Il présida l'assemblée constituante du Salvador de 1982 à 1983,,, et se présenta à l'élection présidentielle (en) en 1984, qu'il perdit au second tour face à José Napoleón Duarte, le candidat chrétien-démocrate. 
En 1992, la Commission de vérité pour le Salvador (en), établie par les Nations unies, le désigne comme le commanditaire de l'assassinat de l'archevêque Óscar Romero, tué dans sa basilique en 1980.

## Biographie

### Enfance et famille
Il naît à Santa Tecla, département de La Libertad à El Salvador, fils de Roberto D'Aubuisson et de Joaquina Arrieta. Il descend de Jacques, Marie, Germain, Gustave d'Aubuisson, né en 1822 à Toulouse, arrivé à 20 ans au Salvador où il s'installa comme marchand de quincaillerie . Son père, Pierre d'Aubuisson, était marquis et seigneur de Nailloux et de Ramonville-Saint-Agne.
Son père meurt en 1954. Après des études chez les Jésuites et les Maristes, il sort diplômé de l'Académie militaire nationale en 1963.
Le 19 février 2007, Eduardo, le fils de Roberto D'Aubuisson, est assassiné (en) au Guatemala, en compagnie de William Pichinte et José Ramón González, deux députés salvadoriens, et de Gerardo Ramírez, leur chauffeur. Leurs meurtres restent non-résolus à ce jour, bien que les enquêteurs suspectent les cartels de la drogue, particulièrement actifs dans la région,. 
En mars 2015, l'autre fils de Roberto D'Aubuisson, Roberto Junior (en), est élu maire de Santa Tecla (la ville natale de son père). Il est largement réélu en 2018.

### Les escadrons de la mort
Pendant la guerre civile qui ravage le Salvador de 1978 à 1992, il est une figure centrale derrière les « escadrons de la mort » qui portent la responsabilité de nombreuses exécutions extra-judiciaires. Directeur adjoint de l’Agence de sécurité nationale jusqu'en 1979, il dérobe des dossiers sur des opposants de gauche et des théologiens de la libération et dirige des escadrons de la mort pour les assassiner.

### L'assassinat de Monseigneur Romero
Le major Roberto D'Aubuisson est impliqué dans l'assassinat d'Óscar Romero, archevêque de San Salvador (24 mars 1980), selon la commission de la Verdad.
Une enquête judiciaire conduite au Salvador par le juge Atilio Ramirez avait rapidement désigné d'Aubuisson et le général Medrano (protégé des États-Unis). Mais après des menaces et une tentative d'assassinat, Atilio Ramirez quitte subitement le pays et les poursuites judiciaires cessent. En exil, le juge Ramirez explique que l'équipe d'enquêteurs de la police criminelle ne s'était présentée sur les lieux du crime que quatre jours après qu'il a été commis et que ni la police ni le représentant du ministère de la justice ne présentèrent au procès de pièce à conviction. Sa conclusion était qu'il existait « indubitablement », depuis le début, une « sorte de conspiration pour couvrir le meurtre ».
L'assassin de Mgr Romero n'a jamais été officiellement identifié, moins encore inculpé. Se fondant sur un grand nombre d'interviews de militants du parti Arena et de responsables américains, ainsi que sur l'étude de télégrammes du département d'État, les journalistes Craig Pyes et Laurie Beclund affirment, dès 1983, que le major d'Aubuisson avait planifié le meurtre avec un groupe d'officiers d'active qui tirèrent même au sort à qui reviendrait l'honneur d'être chargé de l'exécution.
L'ex-ambassadeur des États-Unis Robert White (en) qui, lorsqu'il était en poste au Salvador, avait accès aux télégrammes du département d'État, entre autres informations internes, déclare en 1984 devant le Congrès des États-Unis qu'il ne fait pas « l'ombre d'un doute » que d'Aubuisson avait lui-même « planifié et ordonné l'assassinat » de Romero. Il expliqua ensuite en 1986 toujours devant le Congrès des États-Unis, qu'il y avait suffisamment d'éléments pour mettre en cause des escadrons de la mort menés par le major d'Aubuisson. Cette thèse est reprise en 1993, dans un rapport officiel des Nations unies, décrivant d'Aubuisson comme le maître d'œuvre de l'assassinat.

### Tortionnaire
L’ambassadeur des États-Unis Robert White (en) le décrit comme un « assassin psychopathe ». Admirateur d'Adolf Hitler, D'Aubuisson aurait déclaré un jour : « Vous, les Allemands, étiez très intelligents. Vous avez réalisé que les Juifs étaient responsables de la propagation du communisme et vous avez commencé à les tuer ». 

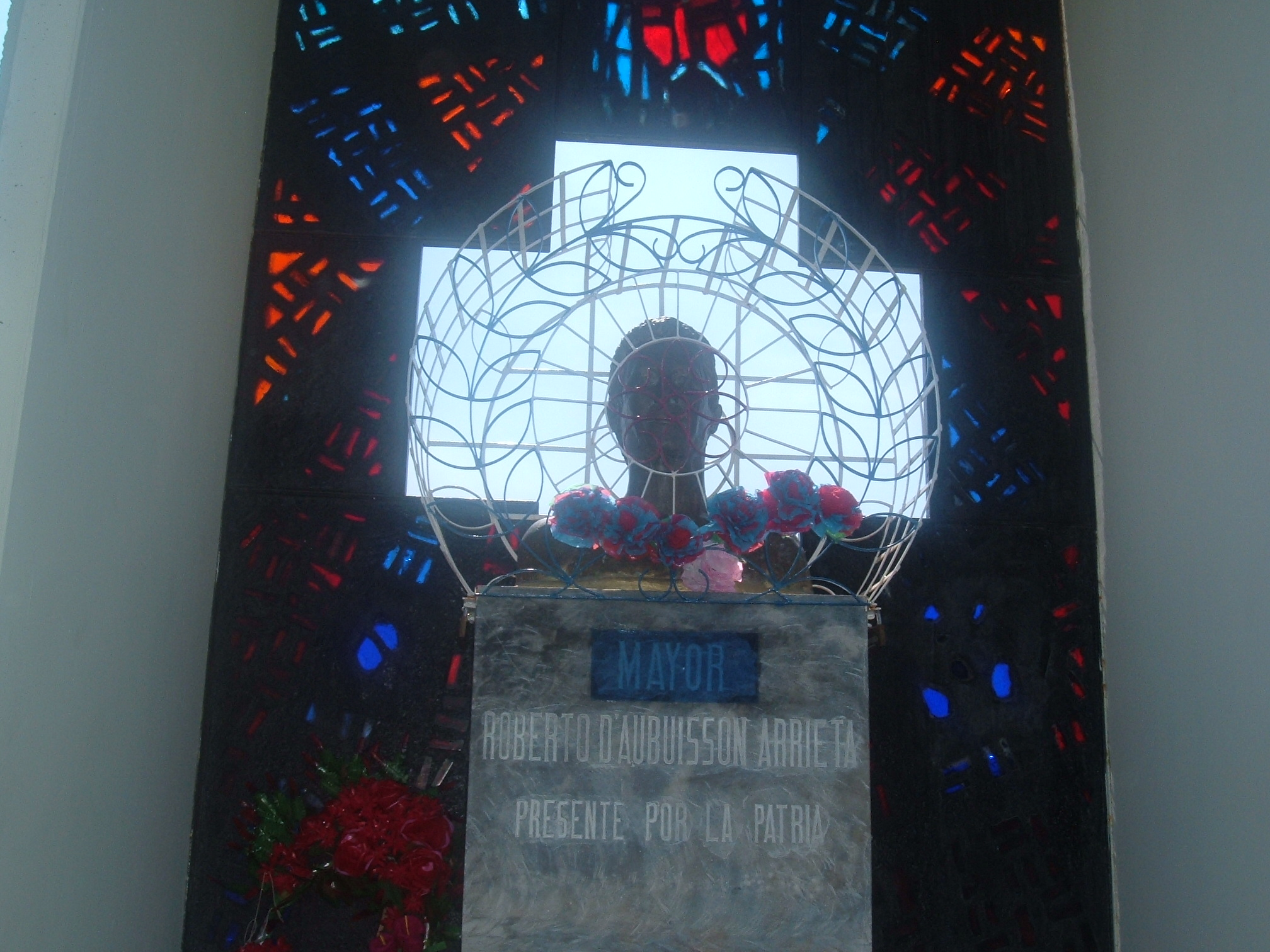
Détail de la tombe de Roberto D'Aubuisson.

### Carrière politique
D'Aubuisson est un fervent opposant à la Junta Revolucionaria de Gobierno établie en octobre 1979 par un groupe d'officiers progressistes, qu'il qualifie notamment de « menace marxiste » pour le Salvador. Au début des années 1980, il apparaît récurremment à la télévision salvadorienne pour dénoncer ceux qu'il considère comme des traitres ou des communistes. Le 16 août 1981, le Washington Post rapporte des propos de D'Aubuisson « parlant ouvertement de la nécessité de tuer 200 000 à 300 000 personnes pour rétablir la paix au Salvador ». Le mois suivant, D'Aubuisson se lance officiellement en politique en co-fondant l'Alliance républicaine nationaliste (plus connu sous l'acronyme d'ARENA), un parti politique d'extrême droite. D'Aubuisson jouit d'une solide réputation auprès d'une partie de la bourgeoisie salvadorienne en raison de ses actions contre la gauche et de ses stratégies de contre-insurrection efficaces. 

#### Élections constituantes de 1982
Dans un contexte de violence politique et de fraudes électorales massives, l'ARENA obtient un succès palpable aux élections constituantes (en) du 28 mars 1982, remportant 19 des 60 sièges à pourvoir. Ses alliés (notamment ceux du parti de la concertation nationale) obtiennent quant à eux 17 sièges, ce qui donne à D'Aubuisson et ses partisans une majorité absolue dans la nouvelle assemblée chargée d'élaborer la Constitution du Salvador. D'Aubuisson devient le président de l'assemblée constituante qui désigne Álvaro Magaña comme président de la République par intérim. Le 2 mai 1982, il prête serment devant D'Aubuisson, mettant ainsi officiellement fin à la Junta Revolucionaria de Gobierno. 

#### Élection présidentielle de 1984
Candidat à l'élection présidentielle salvadorienne de 1984 (en), D'Aubuisson obtient 376 917 voix au premier tour, soit 29,77% des suffrages exprimés, ce qui lui permet d'accéder au second tour. 
Lors de celui-ci, D'Aubuisson obtient 651 741 voix, soit 46,41% des suffrages exprimés, et est battu par José Napoleón Duarte, le candidat du parti chrétien-démocrate, qui recueille quant à lui 752 625 voix, soit 53,59% des suffrages exprimés. Après l'annonce des résultats, D'Aubuisson s'est présenté comme victime d'une fraude électorale, dénonçant également une ingérence américaine dans l'élection au profit de Duarte, qui s'est avéré plus tard être un agent de la CIA. 

#### Élections législatives de 1985
Les élections législatives salvadoriennes de 1985 (en) constituent un coup d'arrêt à la carrière politique de D'Aubuisson. En effet, lors de celles-ci, le parti chrétien-démocrate obtient la majorité absolue des sièges (33 sur 60) à l'assemblée législative du Salvador. Cela pousse D'Aubuisson à quitter la direction de l'ARENA qu'il confie à Alfredo Cristiani. Après sa démission, l'ARENA le nomme président d'honneur à titre perpétuel. D'Aubuisson continue de siéger à l'assemblée législative jusqu'à sa mort en 1992.

### Mort
D'Aubuisson décède le 20 février 1992 à l'âge de 47 ans après une longue agonie due à un cancer du larynx ou de l'œsophage,.

## Dans la culture populaire
Tony Plana a joué le Major Maximiliano ′Max′ Casanova, inspiré par D´Aubuisson, dans le film Salvador d'Oliver Stone.